# Marcela Aguiñaga

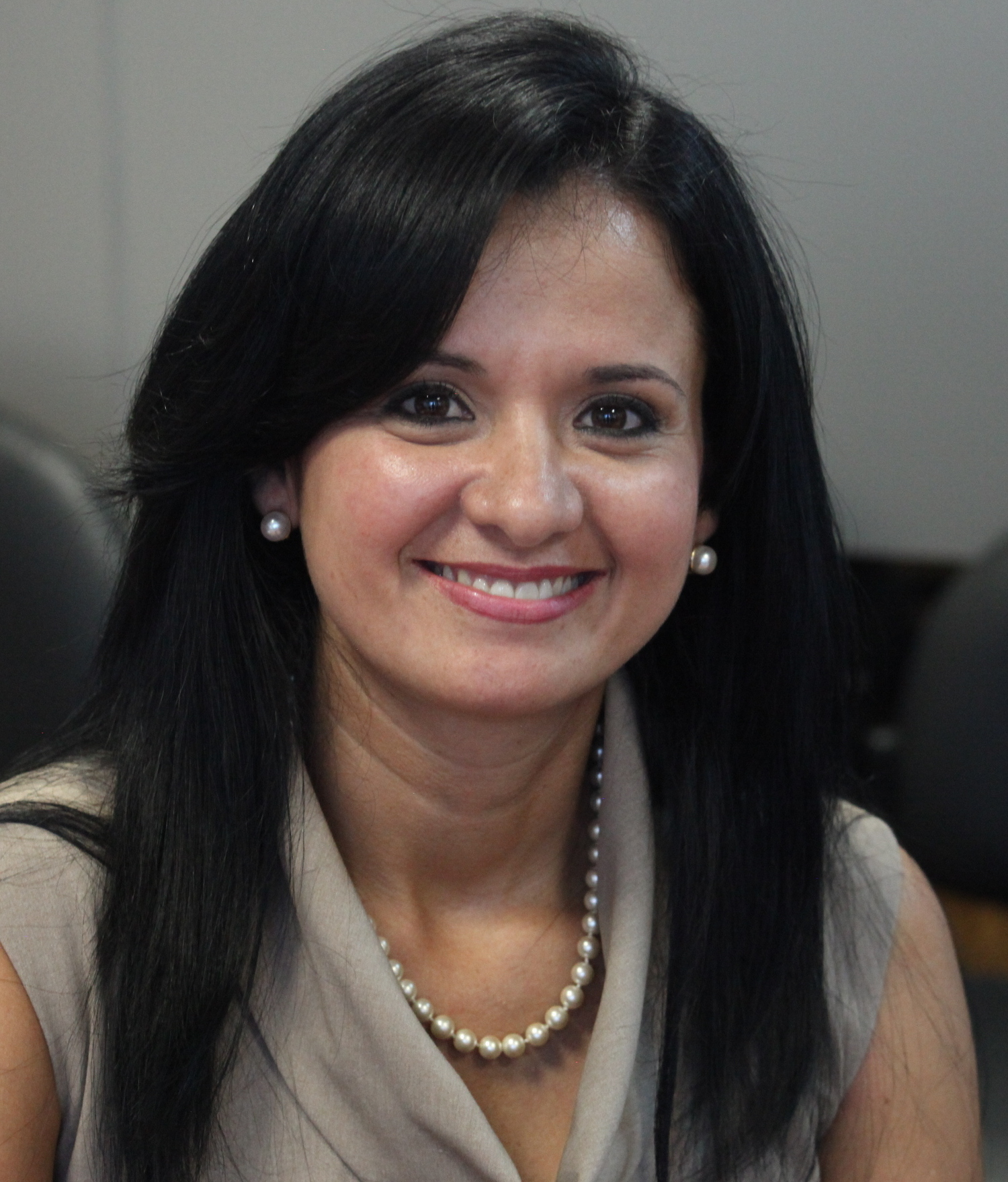
Marcela Aguiñaga (2013)

Marcela Aguiñaga Vallejo (* 25. April 1973 in Guayaquil) ist eine ecuadorianische Politikerin (RC). Von 2007 bis 2012 war sie die ecuadorianische Umweltministerin und seit 2023 ist sie die Präfektin der Provinz Guayas.

## Leben und Wirken
Aguiñaga studierte Rechtswissenschaften an der Universidad Católica Santiago de Guayaquil, wo sie 1999 ihren Abschluss machte. Anschließend arbeitete sie als Rechtsanwältin, bevor sie 2001 in die Rechtsabteilung des Nationalparks Galápagos wechselte. Im Jahr 2003 war sie ab März in eigner Kanzlei wieder als Rechtsanwältin tätig, kehrte am Jahresende aber als Rechtsberaterin an den Nationalpark Galápagos zurück. Mitte 2004 wechselte sie in die Verwaltungsabteilung der Interamerikanischen Entwicklungsbank, trat aber bereits ab Dezember 2004 eine neue Stellung bei einer Anwaltskanzlei in Guayaquil an. Im März 2006 kehrte Aguiñaga als Rechtsberaterin im nationalen Fischereiinstitut zurück in den Staatsdienst und wechselte 2007 in das Umweltministerium Ecuadors, wo sie als Untersekretärin für das Fischereiwesen zuständig war.
Im September 2007 wechselte sie als Untersekretärin in die Abteilung für Aquakulturen. Am 17. November 2007 wurde Aguiñaga von Präsident Rafael Correa als Nachfolgerin von Anita Albán zur Umweltministerin ernannt. Hier sorgte insbesondere ihre Entscheidung im Jahr 2008, im Meeresschutzgebiet rund um die Galápagos-Inseln die Fischerei zu wissenschaftlichen Zwecke zu erlauben, für Verärgerung. 2012 gab sie ihr Amt auf, um als Abgeordnete für die Nationalversammlung zu kandidieren. Bei den Wahlen 2013 errang sie einen Sitz und wurde im Mai 2013 zu einer der Vizepräsidentinnen des Parlaments gewählt. 2017 wurde sie über die Provinzliste für die Provinz Guayas wiedergewählt und war bis Mai 2019 Vorsitzinde der Ständigen Fachkommission für Justiz und Staatsstruktur sowie Mitglied der Kommission für kollektive Gemeinschaftsrechte und Interkulturalität.
2021 wurde Aguiñaga zur Präsidentin der Movimiento Revolución Ciudadana gewählt. Nach der Niederlage von Luisa González bei den Präsidentschaftswahlen 2023 trat Aguiñaga vom Parteivorsitz zurück. Nach Differenzen mit der aktuellen Regierung über ein Bauprojekt erwog sie im Mai 2025 gar den gänzlichen Parteiaustritt. Seit 2023 ist Aguiñaga Präfektin der Provinz Guayas.
Sie ist geschieden, seit Oktober 2024 aber neu verlobt.